# Timpa dell'Orso-Serra del Prete
Timpa dell'Orso-Serra del Prete este o arie protejată (arie specială de conservare — SAC, sit de importanță comunitară — SCI) din Italia întinsă pe o suprafață de 2.595 ha, integral pe uscat.

## Localizare
Centrul sitului Timpa dell'Orso-Serra del Prete este situat la coordonatele 39°55′27″N 16°07′41″E / 39.92427°N 16.128018°E.

## Înființare
Situl Timpa dell'Orso-Serra del Prete a fost declarat sit de importanță comunitară în octombrie 2013 pentru a proteja 11 specii de animale. Situl a fost protejat și ca arie specială de conservare în ianuarie 2017.

## Biodiversitate
Situată în ecoregiunea mediteraneană, aria protejată conține 7 habitate naturale: Păduri de fag din Apenini cu Taxus și Ilex, Păduri de pin oro-mediteraneene de altitudine, Fânețe de joasă altitudine (Alopecurus pratensis, Sanguisorba officinalis), Pante stâncoase calcaroase cu vegetație casmofită, Pajiști uscate seminaturale și facies de acoperire cu tufișuri pe substraturi calcaroase (Festuco-Brometalia) (* situri importante pentru orhidee), Păduri panonice-balcanice de stejar turcesc - stejar sesil, Păduri de fag din Apenini cu Abies alba și păduri de fag cu Abies nebrodensis.
La baza desemnării sitului se află mai multe specii protejate:
- păsări (4): acvilă de munte (Aquila chrysaetos), ciocănitoare neagră (Dryocopus martius), muscar-gulerat (Ficedula albicollis), Leiopicus medius
- amfibieni (3): Bombina pachypus, Salamandrina terdigitata, Triturus carnifex
- mamifere (1): lupul (Canis lupus)
- nevertebrate (2): Cucujus cinnaberinus, Rosalia alpina
- reptile (1): țestoasa de baltă (Emys orbicularis)

Pe lângă speciile protejate, pe teritoriul sitului au mai fost identificate 7 specii de plante, 1 specie de nevertebrate.